# Oberlichtenau
Oberlichtenau est une ancienne commune rurale dans l'arrondissement de Bautzen en Saxe (Allemagne). Incorporée dans la ville de Pulsnitz dès 2009, elle est connue pour son château baroque. 

## Géographie
Le village se situe dans la vallée de la Pulsnitz sur la bordure occidentale de la Haute-Lusace, à environ 12 km au sud-ouest de Kamenz et à 30 km au nord-est de Dresde.

## Architecture et tourisme
- Église Saint-Martin
- Château d'Oberlichtenau avec chambres d'hôtes
- Musée du miel et de l'abeille, avec des ruches
- Mémorial de Bismarck
- Jardin biblique